# تالاب اوپو
تالاب اوپو (کره‌ای: 우포늪) مجموعه‌ای از تالاب‌های طبیعی است که در شهرستان چانگ‌نیونگ، استان گیونگ‌سانگ جنوبی، کره جنوبی واقع شده است. این تالاب‌ها در بخش‌هایی از یواو میون، ایبانگ میون و ده‌هاپ میون، نزدیک به رودخانه ناک‌دونگ قرار دارند. نام این منطقه از بزرگ‌ترین تالاب آن به نام اوپو گرفته شده است. سایر تالاب‌های این مجموعه شامل تالاب‌های موکپو، ساجی‌پو و جوک‌جی‌بول هستند. این مجموعه در مجموع مساحت ۲٫۱۳ کیلومتر مربع را پوشش می‌دهد و بزرگ‌ترین تالاب داخلی کره جنوبی است. اوپو یکی از هشت تالاب رامسر در کره است و همچنین یکی از مکان‌های رسمی کنفرانس طرفین کنوانسیون رامسر بود که در اکتبر ۲۰۰۸ در چانگ‌وون، کره جنوبی برگزار شد.